# Bitwa pod Calcinato
Bitwa pod Calcinato – starcie zbrojne, które miało miejsce w Lombardii 19 kwietnia 1706 roku pomiędzy wojskami cesarskimi i francuskimi w trakcie hiszpańskiej wojny sukcesyjnej.
Reagując na podjęte w marcu wtórne oblężenie Turynu przez generała La Feuillade, część sił cesarskich podążyła na pomoc oblężonym Sabaudczykom i Austriakom. Przeważające w północnych Włoszech siły Francuzów były jednak w stanie zablokować tę próbę odsieczy. Nad górską Chiese duński generał hr. Reventlow prowadzący 19 tysięcy wojsk cesarskich, starł się pod Calcinato z idącą mu naprzeciw 41-tysięczną francusko-hiszpańską armią marszałka de Vendôme. Wobec dysproporcji sił, zacięta bitwa zakończyła się klęską Austriaków, którzy poza 2 tysiącami zabitych utracili dalsze 2 tys. jeńców, 6 sztandarów, wiele dział, wszystkie tabory i wyparci zostali na obszar Trydentu.